# Fix (пивоваренная компания)
Fix (греч. Φιξ) — одна из крупнейших греческих компаний по производству пива и одновременно название пива этой марки.
Пивоваренное предприятие Fix было основано в 1864 году в Афинах предпринимателем немецкого происхождения Иоганном Карлом Фиксом, отец которого, баварский минералог Георг Фикс прибыл в Грецию в составе свиты первого греческого короля Оттона и в середине 1830-х годов первым начал изготовление пива в Греции. Пивоварня Fix стала первым промышленным производством по изготовлению пива в этой стране. Как поставщик греческого королевского двора, эта фирма в течение приблизительно 100 лет занимала монопольное положение на греческом рынке пива. 

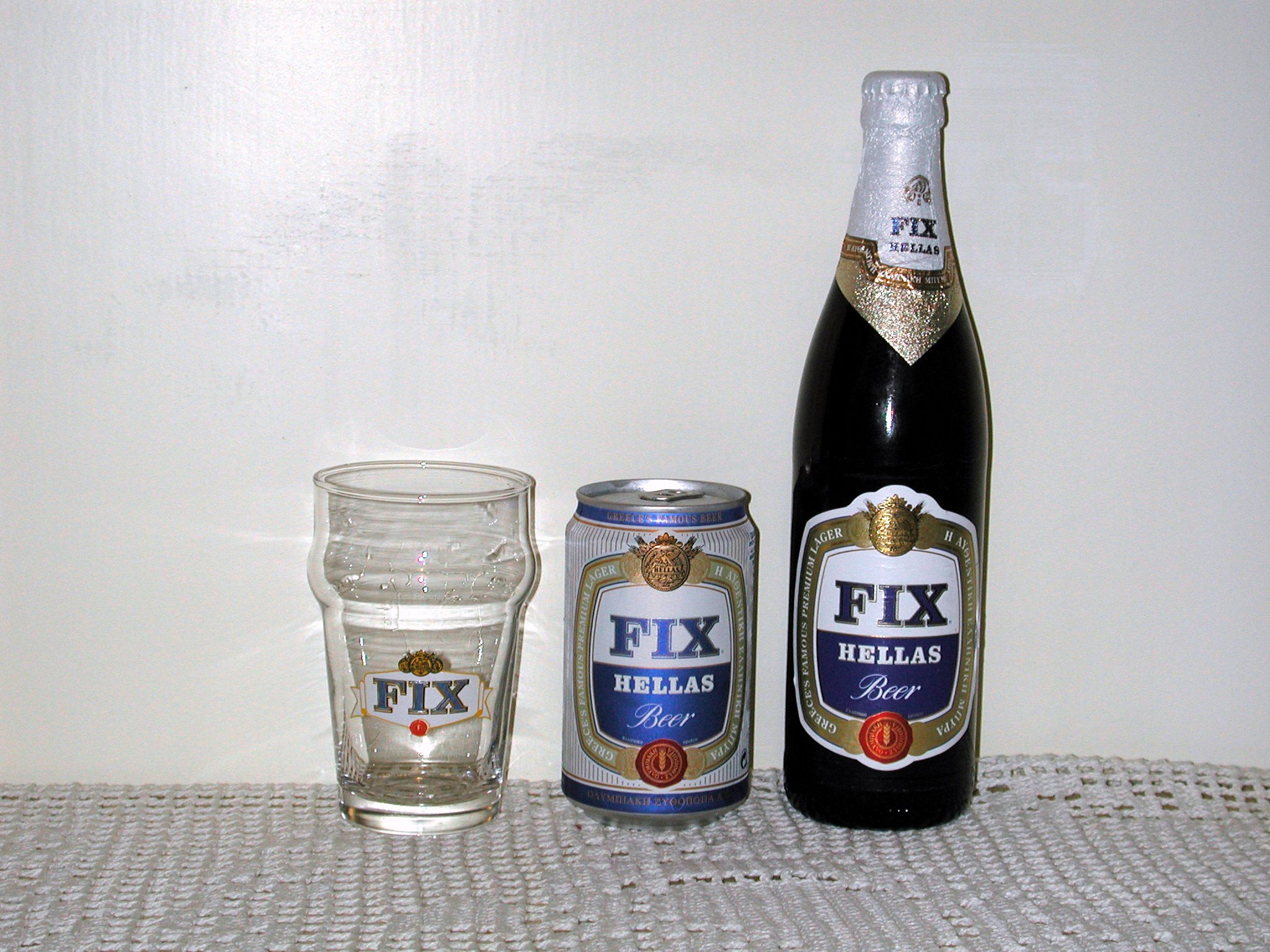

После ряда судебных процессов в 1970-1980-х годах репутация фирмы Fix сильно пошатнулась, её монопольное положение в сфере изготовления и продаж пива в Греции было подорвано облегчением условий для ввоза и производства зарубежных сортов (например, нидерландского Amstel). Однако с начала 2000-х годов она постепенно восстанавливает утраченные позиции и в настоящее время занимает 3-е место среди пивоваренных компаний в Греции по продажам этого напитка (при том, что фирмы, занимающие 1-е и 2-е места выпускают зарубежные марки пива, преимущественно голландские, ирландские и австралийские). 95 % производства пива марки Fix сосредоточено в Греции (заводы в Афинах и Салониках). Основное производство расположено на афинском предприятии Олимпия (Olympic brewery). Кроме Греции, пиво Fix выпускается также в США и в Канаде.
Ныне производимое пиво фирмы Fix относится к светлым сортам лагер. Ведущая марка — Fix Hellas.